# 生化危機4
《生化危機4》是2005年由卡普空第四開發部（Capcom Production Studio 4）開發，並由卡普空發行的電子遊戲，最早为任天堂GameCube平台作品，其後被移植至PlayStation 2、Wii、Quest 及Windows上。《生化危機4》也是第一款支援Dolby Digital Pro-Logic 2 Surrround環繞音效的系列作。《惡靈古堡4》是系列制作人三上真司参与制作的「惡靈古堡系列」最後一個作品。

## 剧情
2004年（《生化危機2》6年後），保護傘公司製作的T病毒因洩漏導致生化災害，一連串的負面新聞導致公司股票價格暴跌。美國聯邦政府在各國政府的壓力下暫停保護傘公司的業務，其後公司便宣告破產，所有地下研究中斷，T病毒的傳播得以停止。
當年被捲進浣熊市生物災害的前警員里昂·S·甘乃迪（Leon S. Kennedy）已成為美國總統直屬的最高機密組織成員。某日奉命到西班牙某村莊營救被拐去的總統女兒「愛旭莉·葛拉漢」（Ashley Graham）。到達該處後里昂發現所有村民均與他敵對，且在對抗時發現他們效忠於一個名為「光明教團」（Los Iluminados）的邪教團體。因此里昂最嚴苛的冒險就此展開。

## 系統
遊戲廢除系列以往一直採用的第三人稱固定視角或3D轉換視角，改為當時電子遊戲界中首次出現的第三人稱肩後視角，同時使用動作捕捉技術（Mo-Cap）使角色動作更真實。本作也於系列中首次引進金錢買賣系統，可利用在環境內或擊敗敵人而拾獲的金錢向武器商人購買武裝和補給品，或是出售物品以換取金錢。主角生命值與可攜帶物品量可透過使用特殊藥草和增加貯藏箱容量而逐漸提高。有別於以往遊戲設有存檔次數限制，本作容許無限次進度儲存。
本作的主要敵人從以往受T病毒感染而生的殭屍改為「卡那多」（Ganados，西班牙語「家畜」之意），牠們由受寄生體Las Plagas感染的人類變成，仍保留智慧與語言能力，且能使用武器和互相合作。
遊戲也保留傭兵模式（The Mercenaries）：在遊戲地圖中於時限內不斷殺敵以獲得分數。

## 開發與發行
在2000年東京電玩展上，卡普空表示生化危機系列本篇新作《生化危機4》將會定於PlayStation 2上展開開發的工作。在2000年8月，任天堂發布了後繼機種GameCube的規格，三上真司在往後的2001年春季宣布生化危機系列前傳定為《生化危機0》，並且改為在GameCube上開發，作為試驗主機的顯存能力。在2001年東京電玩展上，三上真司表示PlayStation 2的顯存能力不足，無法達到他預期的效果，於是隨即中止《生化危機4》PlayStation 2版本的開發，同時宣布往後生化危機系列的遊戲只會以GameCube作為開發平台。
不久三上真司跟任天堂的首席遊戲設計師宮本茂達成共識，發表一連串有關生化危機系列在GameCube平台上的獨占遊戲開發計畫，其中包括本篇新作《生化危機4》登場至GameCube。《生化危機4》的開發工作交由同樣是卡普空第四開發部的柴田洋負責擔任遊戲監督，三上真司負責監視整個GameCube獨占遊戲開發計畫。當時三上真司相信，玩家會因為生化危機系列的新舉動而購買GameCube。
「生化危機0」在2002年11月20日公開發售，但銷量未如理想。卡普空的董事會開始擔心系列本篇延續作《生化危機4》在GameCube上的銷量，並且積極考慮生化危機系列再次多平台的可能性。三上真司並未因為「生化危機0」的成績而放棄支持GameCube，相反他帶領的卡普空第四開發部繼續為GameCube開發《生化危機4》、《P.N.03》、《完美超人Joe》、《杀手7》及《Dead Phoenix》，第四開發部亦被稱為卡普空5，但最後由於「P.N.03」銷售嚴重失敗，在2004年三上真司決定接回《生化危機4》的遊戲總監職位，重新專注於遊戲的創作，並且大幅改動《生化危機4》的遊戲系統。
其後由於卡普空業績持續下滑，加上GameCube的主機銷量以及「生化危機0」遊戲銷量未如理想，當時卡普空要求三上真司放棄生化危機系列只支援GameCube平台，但受到三上真司反對。2004年11月1日（《生化危機4》GameCube版本發售前約兩個半月），卡普空在未得到三上真司的同意下，宣布將會移植《生化危機4》至PlayStation 2平台上，破壞了跟任天堂的共識，同時決定三上真司不會擔任移植版本的遊戲監督職位，改由松下邦臣負責，並且由稻船敬二擔任執行製作人，自此三上真司不再負責《惡靈古堡》系列的開發。
2007年，卡普空決定將推出《生化危機4》Wii版，配合体感操作和完整的內容，大受好評。
2011年，卡普空在Xbox 360和PlayStation 3上推出與《生化危機 聖女密碼》的合輯，並將畫質提升到高畫質（720p）。
2014年，卡普空在Microsoft Windows上推出高畫質復刻版，並將畫質提升到全高畫質（1080p），幀率恆定為60幀每秒。
2016年，卡普空在Xbox One和PlayStation 4上推出全高画质的復刻版。
2018年2月27日，卡普空为中文游戏玩家提供了《生化危机4》的繁简中文游戏内容，Xbox One数位版可透过更新获得，而PlayStation 4版需要购买新的实体版。而之后发售的任天堂Switch版《生化危机4》则內建中文游戏内容。
2021年4月16日，卡普空宣布与Oculus Studios和Apeture Studios合作推出VR版本，VR版本由Oculus Quest 2独占。并部分开发从原本游玩操作的功能改编成VR。遊戲于10月21日发售。这是继《生化危機7 惡靈古堡》后的再次推出VR版本的本作。也是系列首个发行后的本作将采用VR。
2022年6月3日在PlayStation的State of Play線上發布會公開次世代《生化危机4 重制版》，以RE引擎打造，並於2023年3月24日在PlayStation 5、PlayStation 4、Xbox Series及Steam發行。与原作VR版本（Oculus Quest 2）的跟随，次世代重制版也会有VR支援通过PlayStation VR2使用。

## 生化危機3.5
《生化危機3.5》或稱「生化危機4原型」，是《生化危機4》最早開發的版本，這是遊戲愛好者的叫法。因為三上真司認為這個版本的《生化危機4》風格太過超現實，並與《沉默之丘》相似，而在中途被叫停，並重新開發。《生化危機3.5》只開發了不到一半，目前只有幾個遊戲展所公開的宣傳短片。其劇情大致是遊戲主角里昂·史考特·甘乃迪前往安布雷拉公司歐洲總部調查途中，在一座古堡中感染了一種能使人出現幻象的病毒，即出現目前所流傳的實際遊戲短片中的景象。
| 汇总媒体   | 得分                                                                                          |
| ---------- | --------------------------------------------------------------------------------------------- |
| Metacritic | NGC: 96/100 PC: 76/100 PC (終極HD版): 79/100 PS2: 96/100 PS3: 84/100 Wii: 91/100 X360: 84/100 |

| 媒体         | 得分                                                     |
| ------------ | -------------------------------------------------------- |
| 1UP.com      | NGC: A PC: A Wii: B+                                     |
| Edge         | NGC: 9/10                                                |
| GameSpot     | NGC: 9.6/10 PC: 7.8/10 PS2: 9.3/10 Wii: 9.1/10           |
| GameSpy      | NGC: 5/5 PC: 3.5/5 PS2: 5/5 Wii: 5/5                     |
| IGN          | NGC: 9.8/10 PC: 7.7/10 PS2: 9.5/10 PS3: 8.5/10 Wii: 9/10 |
| 任天堂力量   | NGC: 10/10                                               |
| 官方Xbox杂志 | X360: 9/10                                               |
| PC Gamer美国 | PC: 85/100                                               |
| Fami通       | Wii: 38/40                                               |

## 外部連結
- 《生化危機4》日本官方網站 （页面存档备份，存于）